# Langues atlantico-congolaises
Les langues atlantico-congolaises sont une branche majeure de la famille de langues nigéro-congolaises. Elle utilise des systèmes de classes nominales caractéristiques de cette famille dont elle constitue le cœur. Elle est composée des langues lafofa, talodi-heiban, atlantiques et voltaïco-congolaises.

## Classification
| langues atlantico‑congolaises | \| \| langues lafofa \| \| \| \| \| \| langues talodi-heiban \| \| \| \| \| \| langues atlantiques \| \| \| \| \| \| langues voltaïco-congolaises \| \| \| \| |
|                               | \| \| langues lafofa \| \| \| \| \| \| langues talodi-heiban \| \| \| \| \| \| langues atlantiques \| \| \| \| \| \| langues voltaïco-congolaises \| \| \| \| |
|                               | langues lafofa |
|                               | |
|                               | langues talodi-heiban |
|                               | |
|                               | langues atlantiques |
|                               | |
|                               | langues voltaïco-congolaises |
|                               | |